# لورا لودويغ
لورا لودويغ (بالألمانية: Laura Ludwig)‏ (و. 1986  م) هي لاعبة كرة طائرة، ولاعبة كرة طائرة شاطئية ألمانية، ولدت في برلين، شاركت في الألعاب الأولمبية الصيفية 2008، والكرة الطائرة في الألعاب الأولمبية الصيفية 2016، والألعاب الأولمبية الصيفية 2012، و2017 Beach Volleyball World Championships ‏.

## روابط خارجية
- لورا لودويغ على موقع الاتحاد الدولي beach volleyball database (الإنجليزية)
- لورا لودويغ على موقع الاتحاد الأوروبي (الإنجليزية)
- لورا لودويغ على موقع قاعدة بيانات الكرة الطائرة الشاطئية (الإنجليزية)
- لورا لودويغ على موقع Deutscher Volleyball-Verband (الألمانية)
- لورا لودويغ على موقع اللجنة الأولمبية الدولية (الإنجليزية)
- لورا لودويغ على موقع أوليمبيديا (الإنجليزية)
- لورا لودويغ على موقع اللجنة الأولمبية الألمانية (الألمانية)